# از صبا تا نیما
از صبا تا نیما کتابی است نوشتهٔ یحیی آرین‌پور، با موضوع تاریخ ادبیات فارسی، که تاریخ صد و پنجاه سال ادب فارسی را دربرمی‌گیرد. نام این کتاب اشاره به فتح‌علی صبا و نیما یوشیج دارد. این کتاب تقریباً سراسر تاریخ ادبیات فارسی در دورهٔ قاجاریه را شامل می‌شود. این دوره از تاریخ ایران مقارن است با نفوذ روزافزون تمدن اروپایی، وسعت گرفتن دخالت و تسلط قدرت‌های استعماری، و تقویت حس استقلال‌طلبی و میهن‌دوستی و ظهور و بسط جنبش مشروطه‌خواهی و تجددطلبی.
نویسندهٔ از صبا تا نیما، که از نزدیک شاهد بسیاری از جریان‌های سیاسی و اجتماعی و ادبی این دوره بوده و فعالانه در جنبش تجدد ادبی شرکت داشته، طی سال‌ها تحقیق و با مطالعهٔ بیش از هزار کتاب و رساله و مجله و روزنامه، و با استفاده از آخرین تحقیقات ایران‌شناسان، مواد و مدارک پرارزشی فراهم آورده و به این تألیف دست زده‌است.
مؤلف در کار خود نظر انتقادی و علمی دارد و کوشیده‌است که تأثیر تحولات فرهنگی و سیاسی و اجتماعی را بر اوضاع ادبی به‌روشنی نشان دهد و در این راه کامیاب بوده‌است.
از مباحث بسیار دلکش و بدیع کتاب، پیکار کهنه و نو، به‌ویزه مناظرهٔ محمدتقی بهار و تقی رفعت است دربارهٔ معنای تجدد که ما را در فضای ادبی آن روز قرار می‌دهد و از وجود نطفه‌های تجدد اصیل و عمیق در این جوّ حکایت می‌کند.
این کتاب، که بر اساس پیدایش جریان‌های عمدهٔ ادبی و سیاسی به چهار کتاب (بازگشت، بیداری، آزادی، تجدد) تقسیم شده، مستند و بر منابع زیادی متکی است که از شمار قابل ملاحظه‌ای از آنها تاکنون در تألیفات مشابه فارسی استفاده نشده‌است.
هر چهار کتاب به‌شمار زیادی تصویر از گویندگان و نویسندگان و چهره‌های تاریخی و نمونه دست‌خط‌ها و مطبوعاتِ وقت آراسته شده که آنها را زنده‌تر و جان‌دارتر می‌سازد.
از صبا تا نیما در دو جلد انتشار یافته‌است؛ جلد اول: «بازگشت و بیداری»، جلد دوم: «آزادی و تجدد».